# Elena Viviani
Elena Viviani (ur. 10 października 1992) – włoska łyżwiarka szybka, specjalizująca się w short tracku. Brązowa medalistka olimpijska z Soczi.
Zawody w 2014 były jej jedynymi igrzyskami olimpijskimi. Po medal sięgnęła w biegu sztafetowym. W tej samej konkurencji była brązową medalistką mistrzostw świata w 2014 oraz 2015, a także srebrną (2012) oraz brązową medalistką mistrzostw Europy (2011 i 2016).